# معهد سكوت للأبحاث القطبية
معهد سكوت بولار للأبحاث ( SPRI ) هو مركز متخصص للبحوث في مجال المناطق القطبية وعلم الجليد في جميع أنحاء العالم، الذي يعتبر قسم فرعي تابع لقسم الجغرافيا بجامعة كامبريدج. ويعد المعهد موطن المتحف القطبي.

## نبذة عن معهد سكوت

### موقع المعهد
يقع في بريطانيا، تحديدًا على طريق لينسفيلد في جنوب كامبريدج .

### نشأة المعهد
أثناء تسلق جبل إريبس في نوفمبر 1912 كجزء من رحلة تيرا نوفا المشؤومة لروبرت فالكون سكوت ، جاء فرانك دبنهام بفكرة معهد البحوث القطبية.  بعد نهاية الحرب العالمية الأولى ، شارك في تأسيس المعهد مع ريموند بريستلي وكان أول مدير له.  وفي عام 1920, أسس فرانك دبنهام (SPRI) كنصب تذكاري وطني للكابتن روبرت فالكون سكوت ورفاقه ، الذين لقوا حتفهم في رحلة عودتهم من القطب الجنوبي في عام 1912.
المبنى الرئيسي المُدرج من الدرجة الثانية (1933-1934) هو من تصميم السير هربرت بيكر. تحتوي القاعات الصغيرة على أسقف مقببة ضحلة مطلية بشكل الكرة الأرضية من القطبين الشمالي والجنوبي ، بواسطة MacDonald Gill . الحدائق الصغيرة هي موطن لمجموعة من المنحوتات والمصنوعات اليدوية التاريخية المتعلقة بالمناطق القطبية.

## اختصاص معهد سكوت
يختص في البحث في القضايا المتعلقة بالقطب الشمالي والقطب الجنوبي في العلوم البيئية والعلوم الاجتماعية والإنسانية. ويضم حوالي 60 موظفًا ، يتألف المعهد من الأكاديميين ومنسوبي المكتبة وموظفي الدعم بالإضافة إلى طلاب الدراسات العليا والزملاء والزملاء الملحقين ببرامج البحث.  ويستضيف المعهد اللجنة العلمية لأبحاث القطب الجنوبي.

### المجموعات البحثية
يحتوي SPRI على العديد من المجموعات البحثية. و يضم العديد من الباحثين البارزين الذين استقروا في المعهد، مثل: جوليان دودزويل، والدبلوماسي البريطاني بريان روبرتس، وعالمة الجليد إليزابيث موريس. ومن المجموعات البحثية مايلي:

#### مجموعة علم الجليد وتغير المناخ
تعمل هذه المجموعة على قياس حالة الغلاف الجليدي باستخدام الاستشعار عن بعد بواسطة الأقمار الصناعية، بالإضافة إلى القياسات الميدانية الدقيقة والمحاكاة الحاسوبية ، لفهم العمليات بالتفصيل. و لقد تمكنت المجموعة من مراقبة ذوبان الجرف الجليدي لارسن ، والتراجع السريع للجليد في غرب القارة القطبية الجنوبية ، وزيادة الذوبان الصيفي في شمال كندا. ساهم هذا العمل بشكل كبير في فهم تغير المناخ .

#### مجموعة بيئات الجلاسيمارين
تعمل هذه المجموعة على ديناميكيات الصفائح الجليدية وتوصيل الرواسب إلى البيئة البحرية. وتستخدم المجموعة الأدلة الجيوفيزيائية والجيولوجية التي جمعتها كاسحات الجليد في البحار القطبية.

#### مجموعة المناظر الطبيعية القطبية والاستشعار عن بعد
تعمل هذه المجموعة على العمليات التي من شأنها تعديل البيئات القطبية وشبه القطبية ، مثل: الغطاء النباتي في القطب الشمالي والثلج والغطاء الجليدي. ويعد تحسين تقنيات قياس الغطاء النباتي من بيانات الأقمار الصناعية جزءًا مهمًا من العمل.

#### مجموعة العلوم الاجتماعية والإنسانية القطبية
تتميز هذه المجموعة بأنها متعددة التخصصات، فهي تغطي الأنثروبولوجيا والتاريخ والفن في القطب الشمالي. كما تعمل على النظر في السياسة والإدارة البيئية في المناطق القطبية ، ولديها خبرة خاصة في الدين والثقافة والسياسة في الشمال الروسي.

## مرافق معهد سكوت
يشمل المعهد على العديد من المرافق و منها:

### المتحف القطبي
يدير المعهد SPRI المتحف القطبي، الذي يقدم مجموعة من الأشياء والأعمال الفنية والوثائق والصور من المجموعات القطبية الواسعة للمعهد. كما يشمل على مجموعة من المواد المتعلقة بالتاريخ القطبي والاستكشاف والعلم والفن وحضارة وثقافة القطب الشمالي.   

#### نشأة المتحف
في عام 2010 ، تم افتتاح المتحف القطبي، وتم تجديد أبوابه للزوار؛ و لقد شهد إعادة الافتتاح إشادة واسعة النطاق وتم اختيار و ترشيح المتحف لجائزة Art Fund في عام 2011. يعتبر المتحف القطبي واحد من ثمانية متاحف، التي تشكل اتحاد متاحف جامعة كامبريدج. 

#### محتويات المتحف
يحتوي المتحف القطبي على العديد من العروض للفنون والمصنوعات اليدوية في القطب الشمالي ، وآثار من القرن التاسع عشر عن الممر الشمالي الغربي، وآثار من العصر البطولي لاستكشاف القطب الجنوبي منها: الرسائل الأخيرة للكابتن سكوت. ويشمل على نتائج البحث المعاصر والسياسة المتعلقة بالمناطق القطبية .

#### فعاليات و أنشطة المتحف
يستضيف المتحف القطبي بانتظام معارض خاصة، بالإضافة إلى المعارض الدائمة
يفتح المتحف أبوابه للزوار مجاناً من الثلاثاء إلى السبت (وعطلة البنوك أيام الإثنين) ، 10:00 حتي 16:0،
أما يوم الأحد يفتح من 12:00 حتى 16:00.

#### الأدوات الأساسية في المتحف
يشمل المتحف القطبي على مجموعة من الأدوات المهمة التي يهتم بها مجموعة من الأشخاص المهتمين بالمناطق القطبية، ويعتني بها معهد سكوت بولار للأبحاث ، وهي معروضة في المتحف القطبي وهي مايلي:
- كاميرا قابلة للطي استخدمها روبرت فالكون سكوت في القطب الجنوبي ، 1912 ، في البعثة البريطانية بأنتاركتيكا 1910-13 (تيرا نوفا). [12]
- كيس نوم من جلد الرنة استخدمه الكابتن لورانس أوتس أثناء رحلته إلى القطب الجنوبي في البعثة البريطانية في القطب الجنوبي 1910-13 (تيرا نوفا). تم العثور على الحقيبة في 12 نوفمبر 1912 من قبل فريق البحث الذي كان يبحث عن الحفلة القطبية. [13]
- آلة سدس استخدمها الكابتن فرانك ورسلي للملاحة على متن سفينة جيمس كايرد خلال بعثة إرنست شاكلتون الإمبراطورية عبر القطب الجنوبي 1914-16 ( التحمل ). [14]

#### الفنانون الرئيسيون في المتحف
يتشمل المتحف القطبي على العديد من الأعمال الفنية والتصويرية للعديد من الفنانين والمصورين البارزين، و منهم:
- هربرت بونتينج
- كينوجواك أشوفاك
- كاثلين سكوت
- إدوارد أدريان ويلسون
- إيزوبيل ويلي هاتشيسون
- سيدني نولان
- فرانك هيرلي
- بودلو بودلات

ويهتم المعهد بالفنانين، حيث يقوم بعدة نشاطات للفنانين و المهتمين بالفن القطبي المعاصر من تنظيم مجموعة من أصدقاء SPRI، حيث يقوم الفريق بتنظيم و تجهيز لإقامة الفنان، ليسهل على الفنان السفر إلى القطب الجنوبي والقطب الشمالي كل عام. من بين الفنانين الذين استفادوا من هذا التنظيم: إيما ستيبون ، ولوسي كارتي ، وكات أوستن ، وشيلي بيركنز 

### المكتبة
يضم معهد سكوت مكتبة و التي من المكتبات الهامة في مجال القطب الشمالي و الجنوبي، و تضم العديد من المحفوظات القطبية ، وتضم المكتبة أرشيف Thomas H. Manning يحتوي على مجموعة من المخطوطات المتعلقة بالبحث في المناطق القطبية واستكشافها، تمت تسمية أرشيف توماس إتش مانينغ القطبي على شرف الباحث البريطاني الكندي في القطب الشمالي، وهو خريج جامعي.

#### خدمات المكتبة
- تقدم المكتبة للعلماء مجموعة من الخدمات وتم تطويرها منذ عشرينيات القرن الماضي لتغطي جميع الموضوعات المتعلقة بالقطب الشمالي والقطب الجنوبي، والجليد والثلج أينما وجدت. بالنسبة للصناعة، فهو مصدر رئيسي للمعلومات حول مواضيع مثل استكشاف واستغلال الموارد الطبيعية والآثار البيئية لمثل هذه الأنشطة في المناطق القطبية ؛ على تصميم الشحن المعزز بالجليد واختيار الطرق البحرية ؛ وحول مشاكل البناء والنقل في البيئات الباردة.
- تقدم المكتبة أيضًا موردًا لا مثيل له لاحتياجات العلاقات الدولية والدفاع الاستراتيجي.
- تقديم برنامج التاريخ الشفوي الذي يقابل الأشخاص الذين عملوا في المناطق القطبية على مر السنين. نظرًا لارتفاع الطلب ، تدير Polar Archives مخطط حجز لأي شخص يرغب في الرجوع إلى هذه المصادر و المراجع. [17]

#### محتويات المكتبة
تحتوي المكتبة على صور من القطب الشمالي والقطب الجنوبي ، لتصور للباحث تاريخ الاستكشاف في المناطق القطبية ، بما في ذلك الكثير من المواد من بعثتي سكوت وشاكلتون. 

#### انجازات المكتبة
- فازت في عام 1999 بجائزة إقليمية من المعهد الملكي للمهندسين المعماريين البريطانيين . [19] الذي يحتوي على الكثير من مجموعة المكتبة في القطب الجنوبي ، بالإضافة إلى بعض المراجع القائمة على ذات الموضوع.
- عضو نشط في Polar Libraries Colloquy ، وهي منظمة دولية لأمناء المكتبات وآخرين معنيين بجمع وحفظ ونشر المعلومات التي تتعامل مع منطقتي القطب الشمالي والقطب الجنوبي.

#### أوقات عمل المكتبة
المكتبة مفتوحة لأي شخص لديه اهتمام قطبي للعمل المرجعي والبحث.

## روابط خارجية
- مركز البيانات العالمي لعلم الجليد ، كامبريدج
- تمثال نصفي بورتريه للمستكشف دنكان كارس للنحات جون إدغار ، في مجموعة SPRI العامة
- قسم الجغرافيا ، جامعة كامبريدج
- المتحف القطبي